# 單子論
《單子論》是戈特弗里德·萊布尼茨所著，闡釋其晚期哲學系統的代表性作品之一。全文由90篇簡短的文段組成，討論了“單子”（Monad(s)，意為單位，來自希臘語的μονάς），一種單質的形而上學粒子。

## 出版背景
1705年与之交好的索菲·夏洛特公主逝世，在朋友催促下，莱布尼茨决定加紧出版他的著作《神义论》（出版于1710年），以纪念这位公主。在1712年至1714年，萊布尼茨最後一次停留維也納期間，他簡單地總結了自己的哲學思想。《以理性為基礎的自然與神恩的原則》（Principes de la Nature et de la Grace fondés en raison）於1714年三月完成，是應薩伏伊的歐根親王所作的简略文本。《单子论》原无标题，本拟作《神义论》的引言，但因担心后者对古今神学的过多议论冲淡他对单子的深刻思考作罢。
《單子論》原文是法語，1720年由克里斯蒂安·沃爾夫的學生海因里希·科勒（Heinrich Köhler, 1685-1737）以《單子論諸命題》（Lehrsätze über die Monadologie）為題翻譯成德語，科勒的译文比后来大多数德译本都好；1721年，哲學家米歇爾·戈特利布·漢施將德語版翻譯成拉丁語發表在期刊《學術紀事》上，題爲《哲學原理》（Principia philosophiae）。1769年，法國人路德維奇·迪唐（Ludovici Dutens）又將本文命名為《哲學原理或論題》匯入自己所編的《全集》（Opera Omnia）第六卷之中。1840年，愛德曼（Johann Ed. Erdmann）在編輯《萊布尼茨全集》時於漢諾威發現了本文的法語原稿，他首次將其簡稱爲《單子論》並收入全集中，這一標題一直沿用至今。

## 概述
《单子论》是莱布尼茨哲学思想的精粹，相关哲学思想更多在《神义论》中得到阐述。莱布尼茨定义单子是一切事物最根本的原素，所谓不可再分，因而单子不具备一般物理粒子在时间、空间上的延展性，是一种抽象存在，形而上粒子。从语义学和莱布尼茨的定义看，单子是可数的，但由于它数量的无限，且充斥整个可感知的时空，没有任何单子“真空”；时空就是无限的单子相互嵌合、影响所形成的整体感知呈现。
一个单独的单子拥有两种基本性质，感知（Perzeption）、欲求（Apperzeption）。单子是单纯的实在个体，因而单子的宏观呈现（物理、精神呈现）可以坍塌、消亡、创造、再生，而单纯实体因其不可再分，内部不可再有任何引起自身性质变化的因素，故而单子是自我圆满的，单子无法在自身呈现的世界中被创造和消亡。而莱布尼茨还定义一种所有可能存在的单子的集合，Entelechie（完满实现）。
单子一旦存在，即受到欲求（appetition）的内在驱动，去和其他单子作用，产生感知（Perzeption）过程，从而再驱动欲求，由无限的单纯实体形成宏观感知实现。

## 发展与继承
莱布尼茨思想发展于同时期、略前期的笛卡尔、斯宾诺莎、洛克，同为西方现代哲学先驱。但莱布尼茨并不全部认同笛卡尔的思想，在《单子论》第14段他就批评笛卡尔学派说：
- 「这个包含着、代表着单元或单纯实体里的繁多性的过渡状态，无非就是知觉；我们应当把知觉与统觉或意识仔细分开，这是下面就会看到的。就是在这一点上，笛卡尔派有非常严重的缺点，他们认为觉察不到的知觉是不存在的。也就是因为这个缘故，他们认为只有心灵才是单子，既没有什么禽兽的灵魂，也没有什么别样的‘隐德来希（Entelechies）’，他们同普通人一样把长期的昏迷与严格的死亡混为一谈，而且陷入经院学者的偏见，以为灵魂完全与肉体分离，甚至赞同那些思想乖谬的人的意见，主张灵魂有死。」

莱布尼茨思想在演绎中体现的精妙性和复杂性成为他和笛卡尔代表著作《第一哲学沉思集》的分水。

## 外部連結
- 英語譯本 (1898)，羅伯特·拉塔（Robert Latta）譯。
- 拉塔譯本的有聲書（页面存档备份，存于），資源來自LibriVox。
- 英語譯本與評註（1999），喬治·邁克唐納·羅斯譯。
- 法語，拉丁語及西班牙語版本（页面存档备份，存于）（1981），古斯塔沃·布埃諾作序。
- . . New York: Robert Appleton Company. 1913.